# Technische Regeln für Aufzüge
Die Technischen Regeln für Aufzüge (TRA) waren für Aufzugsanlagen in Deutschland bis 2011 gültige Betriebsvorschriften. Sie wurden vom Deutschen Aufzugsausschuss (DAA) erarbeitet und herausgegeben und gaben den Stand der Technik wieder. Im Gemeinsamen Ministerialblatt vom 2. März 2011 (GMBl. Nr. 8, S. 161) wurde die ersatzlose Aufhebung aller technischen Regeln für Aufzüge (TRA) bekannt gemacht. Mit der europäischen Harmonisierung wurde ein nationales Regelwerk überflüssig.

## Vorschriften in Deutschland
Aufzüge sind überwachungsbedürftige Anlagen im Sinne der Betriebssicherheitsverordnung und unterliegen somit bestimmten Prüfungen (Prüfung vor Inbetriebnahme und wiederkehrende Prüfung in bestimmten Fristen) durch zugelassene Überwachungsstellen.

### Europäische Normen
- RL 2014/33/EU: Richtlinie des EP und des Rates vom 26. Februar 2014 über Aufzüge (Neufassung) (Aufzugsrichtlinie)
- RL 95/16/EG: Richtlinie des EP und des Rates vom 29. Juni 1995 über Aufzüge (Aufzugsrichtlinie)
- RL 2006/42/EG: Richtlinie 2006/42/EG des Europäischen Parlaments und des Rates vom 17. Mai 2006 über Maschinen und zur Änderung der Richtlinie 95/16/EG (Neufassung) vom 9. Juni 2006 (Maschinenrichtlinie)
- Richtlinie 89/655/EWG: Richtlinie des Rates vom 30. November 1989 über Mindestvorschriften bei der Benutzung von Arbeitsmitteln (Arbeitsmittelbenutzungsrichtlinie)

### Gesetzliche Regelungen
- ProdSichG: Produktsicherheitsgesetz
- BetrSichV: Betriebssicherheitsverordnung

### EN-Normen
- EN 81–20: Sicherheitsregeln für die Konstruktion und den Einbau von Aufzügen – Aufzüge für den Personen- und Gütertransport – Teil 20: Personen- und Lastenaufzüge; Deutsche Fassung EN 81-20:2014
- EN 81–50: Sicherheitsregeln für die Konstruktion und den Einbau von Aufzügen – Prüfungen – Teil 50: Konstruktionsregeln, Berechnungen und Prüfungen von Aufzugskomponenten; Deutsche Fassung EN 81-50:2014
- EN 81–3: Sicherheitsregeln für die Konstruktion und den Einbau von Aufzügen – Teil 3: Elektrisch und hydraulisch betriebene Kleingüteraufzüge – Deutsche Fassung EN 81-3:2000+A1:2008 + AC:2009
- EN 81–7: Sicherheitsregeln für die Konstruktion und den Einbau von Aufzügen – Teil 7: Zahnstangenaufzüge – Deutsche Fassung prEN 81-7:2009

### In Übergangsphase befindliche EN-Norm (gültig bis 31. August 2017)
- EN 81–1: Sicherheitsregeln für die Konstruktion und den Einbau von Aufzügen – Teil 1: Elektrisch betriebene Personen- und Lastenaufzüge – Deutsche Fassung EN 81-1:1998+A3:2009
- EN 81–2: Sicherheitsregeln für die Konstruktion und den Einbau von Aufzügen – Teil 2: Hydraulisch betriebene Personen- und Lastenaufzüge – Deutsche Fassung EN 81-2:1998+A3:2009

### Ehemalige Technische Richtlinien für Aufzüge (aufgehoben am 2. März 2011)
- TRA 0001: Technisches Regelwerk für Aufzüge; Allgemeines, Aufbau und Anwendung
- TRA 0002: Verzeichnis der in den TRA angeführten DIN-Normen, AD-Merkblätter und VDE-Bestimmungen (zurückgezogen)
- TRA 0003: Berechnung der Treibscheibe
- TRA 0006: Wesentliche Änderungen
- TRA 0007: Betrieb
- TRA 0101: Prüfung von Bauteilen
- TRA 0102: Prüfung von Aufzugsanlagen
- TRA 0104: Prüfung von Fassadenaufzügen mit motorbetriebenem Hubwerk
- TRA 0105: Richtlinie für die Prüfung von Bauaufzügen mit Personenbeförderung
- TRA 0106: Leitsysteme für Fernnotrufe

- TRA 0200: Personenaufzüge, Lastenaufzüge, Güteraufzüge
  - 200–209 Fahrschacht, Triebwerksraum, Rollenraum
  - 210–219 Schachtöffnungen
  - 220–229 Triebwerk
  - 230–239 Tragmittel
  - 240–249 Fahrkorb, Gegengewicht
  - 250–259 Fangvorrichtung, Rohrbruchsicherungen, Geschwindigkeitsbegrenzer, Puffer
  - 260–269 Elektrische Ausrüstung
  - 270–279 Türverschlüsse

- TRA 0300: Vereinfachte Güteraufzüge, Behälteraufzüge, Unterfluraufzüge
  - 300–309 Fahrschacht, Aufstellung des Triebwerkes, Rollenraum
  - 310–319 Schachtöffnungen, Förderhöhe
  - 320–329 Triebwerk
  - 330–339 Tragmittel
  - 340–349 Fahrkorb, Gegengewicht
  - 350–359 Fangvorrichtung, Rohrbruchsicherungen, Geschwindigkeitsbegrenzer, Anschläge, Aufsetzvorrichtungen
  - 360–369 Elektrische Ausrüstung
  - 370–379 Türverschlüsse

- TRA 0400: Kleingüteraufzüge
  - 400–409 Fahrschacht, Triebwerksraum, Rollenraum
  - 410–419 Schachtöffnungen
  - 420–429 Triebwerk
  - 430–439 Tragmittel
  - 440–449 Fahrkorb, Gegengewicht
  - 450–459 Fangvorrichtung, Rohrbruchsicherungen, Geschwindigkeitsbegrenzer, Puffer
  - 460–469 Elektrische Ausrüstung
  - 470–479 Türverschlüsse

- TRA 0500: Personen-Umlaufaufzüge
  - 500–509 Fahrschacht, Triebwerksraum
  - 510–519 Fahrschachtöffnungen
  - 520–529 Triebwerk
  - 530–539 Tragmittel
  - 540–549 Lastaufnahmemittel und Führung
  - 560–569 Elektrische Ausrüstung

- TRA 0600: Mühlen-Aufzüge
  - 600–609 Fahrschacht, Triebwerksraum, Rollenraum
  - 610–619 Schachtöffnungen
  - 620–629 Triebwerk
  - 630–639 Tragmittel
  - 640–649 Fahrkorb und Gegengewicht
  - 650–659 Fangvorrichtung, Geschwindigkeitsbegrenzer, Puffer
  - 660–669 Elektrische Ausrüstung
  - 670–679 Türverschlüsse

- TRA 0700: Lagerhaus-Aufzüge
  - 700–709 Fahrschacht, Triebwerksraum, Rollenraum
  - 710–719 Schachtöffnungen
  - 720–729 Triebwerk
  - 730–739 Tragmittel
  - 740–749 Fahrkorb
  - 750–759 Fangvorrichtungen, Geschwindigkeitsbegrenzer, Anschläge
  - 760–769 Elektrische Ausrüstung
  - 770–779 Verriegelung der Schranken

- TRA 0900: Fassadenaufzüge mit motorbetriebenem Hubwerk
  - 900–909 Allgemeine Anforderungen
  - 910–919 Fahrwagen und Ausleger
  - 920–929 Triebwerk
  - 930–939 Tragmittel
  - 940–949 Lastaufnahmemittel
  - 950–959 Fangvorrichtung, Geschwindigkeitsbegrenzer, Anschläge
  - 960–969 Elektrische Ausrüstung

- TRA 1100: Bauaufzüge mit Personenbeförderung
  - 1100–1109 Fahrbahn, Aufstellung der Triebwerke
  - 1110–1119 Schachtöffnungen
  - 1120–1129 Triebwerke
  - 1130–1139 Tragmittel
  - 1140–1149 Fahrkorb, Gegengewicht, Ausgleichsgewicht
  - 1150–1159 Fangvorrichtungen, Fangbremsen, Rohrbruchsicherungen, Geschwindigkeitsbegrenzer, Puffer
  - 1160–1169 Elektrische Ausrüstung
  - 1170–1179 Türverschlüsse

- TRA 1300: Vereinfachte Personenaufzüge
  - 1300–1309 Fahrschacht, Triebwerksraum, Rollenraum
  - 1310–1319 Schachtöffnungen, Förderhöhe
  - 1320–1329 Triebwerk
  - 1330–1339 Tragmittel
  - 1340–1349 Fahrkorb
  - 1350–1359 Fangvorrichtung, Rohrbruchsicherungen, Geschwindigkeitsbegrenzer, Anschläge, Aufsetzvorrichtung
  - 1360–1369 Elektrische Ausrüstung
  - 1370–1379 Türverschlüsse

### Sicherheitstechnische Richtlinien
- SR Führungsschienen: Berechnung von Führungsschienen
- SR Hydraulik: Berechnung von hydraulischen Hebern und Druckrohrleitungen
- SR Glastüren: Schacht- und Fahrkorb-Schiebetüren aus Glas
- SR Kunststoffrollen: Seilrollen aus Kunststoff
- SR Heberanschlag: Heberanschlag und obere Notendschalter bei hydraulischen Aufzügen mit überlangen Kolben

## Historisches
Die weltweit erste Aufzugsverordnung erschien 1884 im Königreich Sachsen. Grund für die Regelung war ein Unfall am 3. Juni 1883. König Albert von Sachsen war zu Besuch in einer Wollkämmerei in Mylau, in der ein Aufzug installiert war. Während einer Fahrt hakte sich das Gegengewicht aus und erschlug Friedrich Hübel, Kreishauptmann aus Zwickau. Der Fabrikdirektor wurde schwer verletzt.